# Ludger Sylbaris
Ludger Sylbaris, egentligen Louis-Auguste Cyparis, född 1 juni 1874, död 1929 i Panama, var en fransk cirkusartist. Han var en av endast tre överlevande i staden Saint-Pierre när vulkanen Pelée på Martinique exploderade den 8 maj 1902. Det explosiva vulkanutbrottet utplånade staden med dess omkring 34 000 invånare.
Sylbaris fängslades dagen innan och placerades i stadens fängelse, som var den enda byggnaden som hade brandsäkra murar. Han turnerade senare med cirkusen Barnum and Bailey.